# Малабарская птица-носорог
Малабарская птица-носорог или белоклювая птица-носорог (лат. Anthracoceros albirostris) — вид птиц из семейства птиц-носорогов (Bucerotidae). Встречается в Бангладеш, Бутане, Брунее, Камбодже, Китае, Индии, Индонезии, Лаосе, Малайзии, Мьянме, Непале, Сингапуре, Таиланде и Вьетнаме. Естественной средой обитания данного вида являются низменные влажные субтропические леса.